# サバティカル
サバティカル（英: Sabbatical）とは、使途に制限がない職務を離れた長期休暇のこと。

## 概要
長期間勤続者に対して付与され、少なくとも1か月以上、長い場合は数年間となることもある。6日間働いた後、7日目は安息日とする旧約聖書のラテン語 "sabbaticus" （安息日）に由来する。
伝統的には大学教員に多く採られている制度であって、研究休暇、在外研究などの呼称もある。研究者、カトリックの聖職者やプロテスタント系の牧師、小説家、漫画家、音楽家、スポーツ選手などがしばしばサバティカルを使い、長期研究調査や執筆などの目標達成、あるいは休息する充電期間として用いる。
ワークライフバランス（仕事と生活の調和）の理念などを踏まえ、ヨーロッパを中心に企業でも取り入れるところが出てきている。例えばイギリスでは20％の企業にキャリア・ブレーク制度があり、10％がその導入を検討しているとした調査結果もある。日本企業での導入例はまだ少ないが（日本での導入例としてはヤフー、全日本空輸などがある）、大学では「サバティカル研修」の名称で教員に対して本来の職場を離れての研究を認める規程を設ける例が増えている。
また企業の機密情報保護という観点から、欧米圏では特にエグゼクティブの転職の際に、旧在籍企業が一定の給与を保証した上で強制的に長期休暇を取らせることがある（これにより、企業側は休暇の間に情報漏れ対策の時間を稼ぐことができる）。この場合は「庭いじりぐらいしかやることがない」という揶揄も含めて、特にガーデニング休暇（英: Gardening Leave）とも俗称される。

## スポーツ選手
スポーツ選手でも、ラグビーなど一部のスポーツにおいて「自国の代表クラスの選手について、1年程度の期間、リフレッシュを兼ねて国外でのプレーを認める」制度を設けているケースがあり、そのような制度に対して「サバティカル」の名称が用いられる。

### ラグビーニュージーランド代表
ワールドラグビー（ラグビーユニオン）において、ニュージーランドラグビー協会（NZR）独自の規定がある。ニュージーランド代表（オールブラックス）に選出されるためには、NZRと契約しニュージーランド国内でプレーする選手に限られる。海外チームでプレーする選手は、ニュージーランド代表（オールブラックス）の資格を持てない。
その例外規定として「サバティカル」がある。ニュージーランド代表選手は1年間（実質 半年程度）の休暇を利用して、海外でプレーをすることができ、季節が半年ずれている日本など北半球のチームで、多くの現役ニュージーランド代表選手が活躍している。
このため、現役ニュージーランド代表資格を持つ選手のジャパンラグビーリーグワンへの在籍は１シーズンのみとなり、2シーズン以上在籍の場合は国代表を退いた選手となる。